# Prodidomus revocatus
Prodidomus revocatus är en spindelart som beskrevs av Cooke 1964. Prodidomus revocatus ingår i släktet Prodidomus och familjen Prodidomidae.
Artens utbredningsområde är Mauritius. Inga underarter finns listade i Catalogue of Life.